# Kiến trúc và giao thức HSPA
HSPA (High Speed Packet Access) truy cập gói tốc độ cao là công nghệ được triển khai trên nền WCDMA. HSPA bao gồm:
- HSDPA (High Speed Downlink Packet Access) truy cập gói đường xuống tốc độ cao.
- HSUPA (High Speed Uplink Packet Access) truy cập gói đường lên tốc độ cao.

Ở Việt Nam, sau khi 3G được phép triển khai thì công nghệ HSPA cũng được nhanh chóng phát triển. Một sản phẩm điển hình sử dụng HSPA là các USB MODEM giao tiếp với máy tính qua cổng usb, có khả năng kết nối internet qua sóng điện thoại, hỗ trợ download và upload dữ liệu với tốc độ cao.
Nội dung chính của phần này là những tác động của HSDPA và HSUPA tới mạng vô tuyến và kiến trúc giao thức cũng như những chức năng phần tử mạng và các giao tiếp.

### 1.Kiến trúc quản lý tài nguyên vô tuyến
Chức năng quản lý tài nguyên vô tuyến (RRM: Radio Resource Management) với HSDPA và HSUPA đã có nhiều sự thay đổi so với phiên bản R99. Trong phiên bản R99,  điều khiển lập lịch biểu hoàn toàn dựa trên bộ điều khiển mạng vô tuyến (RNC: Radio Network Controller) khi trong trạm gốc (BTS hoặc trong thuật ngữ 3GPP là Node B) phần lớn đã có một chức năng liên quan đến điều khiển công suất. SNRC (Serving RNC) là bộ phận được kết nối tới mạng lõi sẽ điều khiển lập lịch biểu cho kênh riêng (DCH: Dedicated Channel) và bộ phận đang được kết nối tới trạm BTS sẽ điều khiển kênh chung (FACH: Forward Access Channel).
Vì chức năng lập lịch biểu được chuyển tới BTS nên có một sự thay đổi trong toàn bộ kiến trúc RRM. SNRC vẫn sẽ điều khiển vùng chuyển giao và sẽ là nơi quyết định thông số chất lượng dịch vụ (QoS: Quality of Service) phù hợp. Đối với HSDPA các trạng thái được đơn giản hóa vì không có chuyển giao mềm cho dữ liệu HSDPA,  không cần chạy dữ liệu người dùng trên nhiều giao tiếp Iur và Iub.

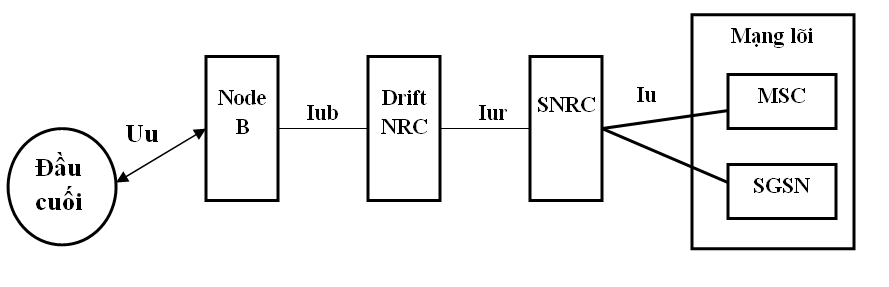
Kiến trúc quản lý tài nguyên vô tuyến trong phiên bản R99.png

### 2.Kiến trúc giao thức người dùngHSDPAvà HSUPA
Kiến trúc có thể được xác định bao gồm phần người dùng, xử lý dữ liệu người dùng và phần điều khiển. Lớp điều khiển tài nguyên vô tuyến (RRC: Radio Resource Control) trong phần điều khiển xử lý tất cả báo hiệu liên quan đến cấu hình các kênh, quản lý tính di động...mà người dùng không thấy được.

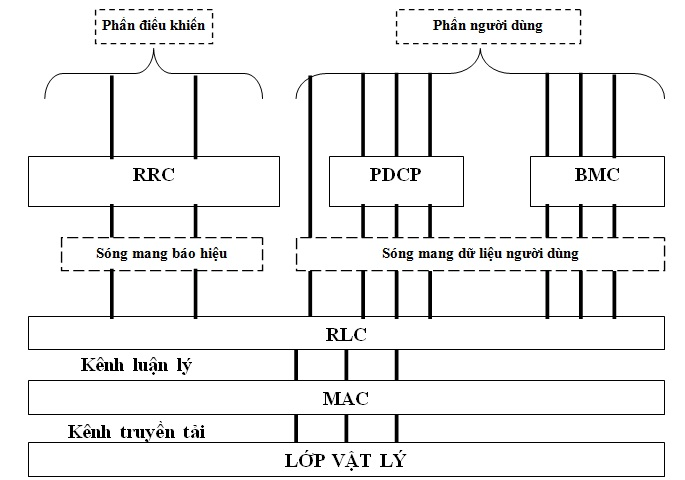
Kiến trúc giao thức giao tiếp vô tuyến phiên bản R99

Giao thức hội tụ dữ liệu gói (PDCP: Packet Data Convergence Protocol) có chức năng chính là nén tiêu đề (header) và không liên quan đến dịch vụ chuyển mạch kênh. Nén tiêu đề (header) là cần thiết vì tiêu đề (header) không nén trong giao thức IP có kích thước lớn gấp 2 tới 3 lần so với kích thước tiêu đề (header) đã nén.
Điều khiển kết nối vô tuyến (RLC: Radio Link Control) điều khiển phân mảnh và truyền lại cho cả dữ liệu người dùng và dữ liệu điều khiển. RLC có thể hoạt động ở 3 chế độ khác nhau là:
- Chế độ trong suốt: không có overhead được thêm vào. Chế độ này không thích hợp khi kênh truyền tải của HSDPA và HSUPA được sử dụng.
- Chế độ không có báo nhận: không truyền lại lớp RLC. Chế độ này được dùng với những ứng dụng cho phép sự mất gói như VoIP nhưng không cho phép trễ.
- Chế độ báo nhận: có truyền lại lớp RLC. Chế độ này phù hợp với những ứng dụng yêu cầu tất cả gói tin truyền đi mà không có sự thất thoát.

Lớp điều khiển truy nhập môi trường (MAC: Medium Access Control) trong phiên bản R99 tập trung vào phân bố kênh luận lý và điều khiển ưu tiên cũng như sự lựa chọn tốc độ dữ liệu, sự lựa chọn định dạng truyền tải. Chuyển mạch kênh truyền tải cũng là một chức năng lớp MAC. 

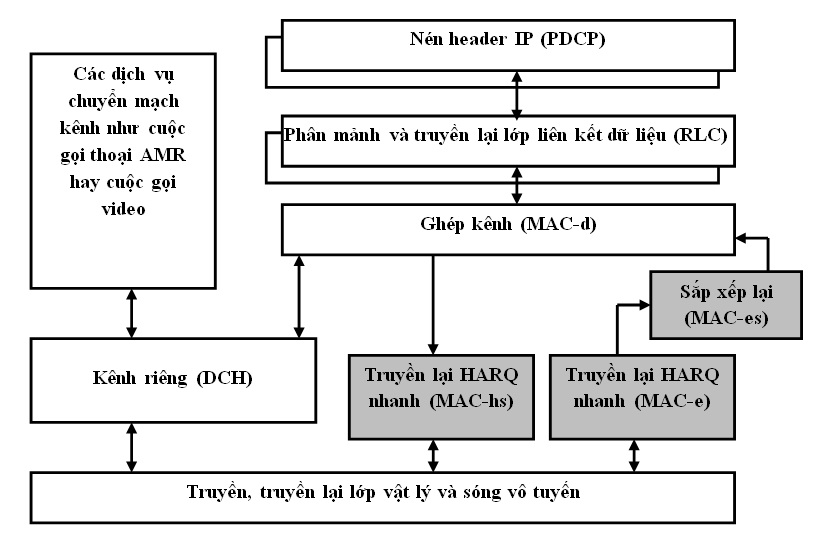
Kiến trúc giao tiếp vô tuyến HSDPA và HSUPA cho dữ liệu người dùng

Cả HSDPA và HSUPA đều đưa ra những yếu tố mới trong kiến trúc. Hình 2.3 minh họa cho toàn bộ kiến trúc giao tiếp vô tuyến cho dữ liệu người dùng HSDPA và HSUPA, phần tô đậm là những phần tử giao thức mới có liên quan đến dữ liệu người dùng. Phần điều khiển báo hiệu (không có trong hình 2.3) có thể kết nối dễ dàng tới RLC và mang báo hiệu đi cả trên DCH và trên HSDPA/HSUPA. Đối với dữ liệu người dùng, PDCD điều khiển nén tiêu đề (header) IP. Phần tử PDCD và RLC trong hình vẽ chỉ ra khả năng những dịch vụ có thể chạy song song.
Chức năng lập lịch biểu BTS là một chức năng lớp MAC và có một phần tử giao thức mới là MAC-hs (high speed) trong BTS. Hình 2.4 minh họa một phần của kiến trúc giao thức phần người dùng dựa theo những tính năng bổ sung của HSDPA và vị trí của chúng trong phần tử mạng. RNC điều khiển MAC-d (delicate) nhưng chức năng duy nhất còn lại là chuyển mạch kênh truyền tải vì tất cả những chức năng khác như lập lịch biểu và xử lý ưu tiên đã được chuyển tới MAC-hs. Cần chú ý rằng lớp trên lớp MAC (cụ thể là lớp RLC) phần lớn vẫn không thay đổi ngoại trừ một vài sự tối ưu hóa cho các dịch vụ thời gian thực như VoIP. Ngay cả nếu HSDPA đã có truyền lại lớp vật lý thì lớp RLC vẫn có thể điều khiển truyền lại khi hoạt động của lớp vật lý có sự cố hay trường hợp đặc biệt là kết nối có những sự biến đổi như cell HS-DSCH thay đổi. Đây là chế độ hoạt động có báo nhận của RLC.

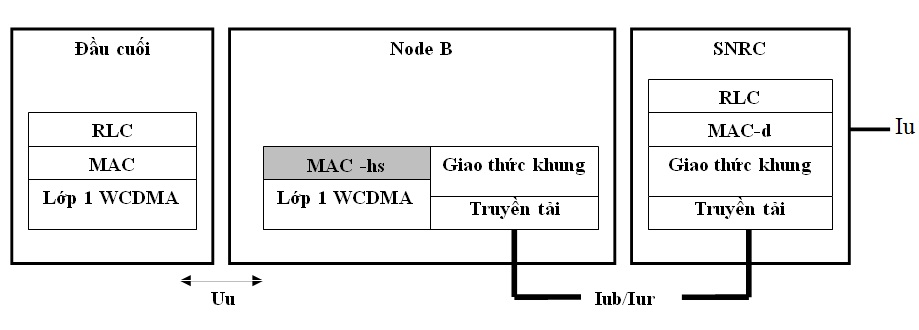
Kiến trúc giao thức người dùng HSDPA

Đối với HSUPA, có một phần tử lớp MAC mới được thêm vào BTS như trong hình 2.5. Đầu cuối cũng có phần tử lớp MAC mới là MAC-es/s để thay thế phần chức năng lập lịch biểu đã chuyển tới node B và nó dựa trên sự điều khiển thông tin từ RNC và một yêu cầu dung lượng trực tiếp từ thiết bị người dùng tới node B. Cũng có một giao thức mới cho RNC do chuyển giao mềm HSUPA và việc truyền lại lớp vật lý có ảnh hưởng đến việc làm các gói sai thứ tự. Khi dữ liệu nhận được từ một vài vị trí BTS, có một khả năng là thiết bị hoạt động trong khu vực chuyển giao mềm nên các gói đến từ những BTS khác nhau và có thứ tự không chính xác. Để sắp xếp lại thì chức năng sắp xếp lại cần được kết hợp với phân tập macro trong MAC-es. Vì thế, chức năng mới là hàng đợi truyền đi MAC-es có chức năng chính là đảm bảo cho các lớp trên gói tin được phân phối đúng thứ tự truyền từ đầu cuối. Chức năng sắp xếp được xử lý trong BTS nên sẽ có trễ vì BTS phải chờ những gói bị thiếu cho tới khi chúng được xác định là đã nhận được từ một BTS khác trong nhóm BTS đang hoạt động. 
Tương tự đối với HSDPA, lớp RLC trong HSUPA cũng có chức năng truyền lại các gói nếu lớp vật lý không thể truyền các gói đó đi sau khi vượt quá số lần truyền lại tối đa hoặc trong kết nối có những biến cố.

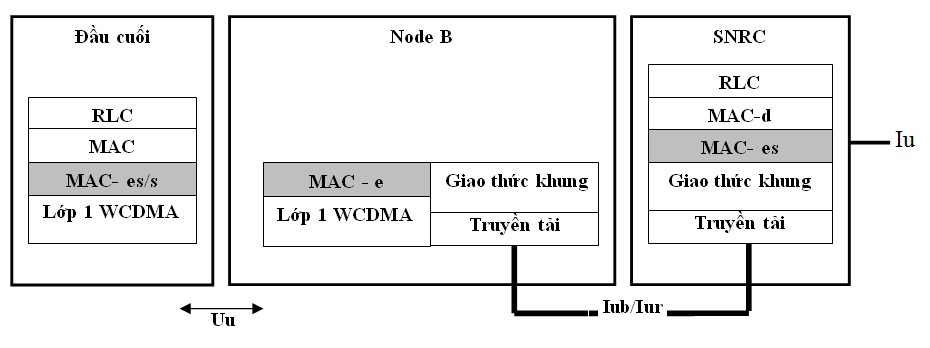
Kiến trúc giao thức người dùng HSUPA

### 3.Tác động của HSDPA và HSUPA đến các giao tiếp mạng truy nhập vô tuyến mặt đất UMTS (UTRAN: UMTS Terrestrial Radio Access Network)
Trong khi những tác động của HSDPA và HSUPA dưới dạng tốc độ dữ liệu trong giao tiếp không gian được quan tâm và thường là trọng tâm của các buổi thảo luận thì tác động của HSDPA và HSUPA lên sự hoạt động của những giao diện khác cũng cần được chú ý. 
Trong phiên bản R99, tốc độ dữ liệu ở đầu cuối trên những giao tiếp khác nhau hầu hết là 384kbps bao gồm cả giao tiếp Iu-ps tới mạng lõi gói node hỗ trợ dịch vụ GPRS (SGSN: Serving GPRS Support Node), tốc độ này bằng với tốc độ sử dụng trong vô tuyến. Tuy nhiên đối với HSDPA thì khác, trong giao tiếp không gian tốc độ dữ liệu có thể lên tới 14.4Mbps trong khoảng thời gian truyền (TTI: Transmission Time Interval) ngắn (2ms). Tuy nhiên điều này không có nghĩa là tốc độ đó đang được sử dụng trên giao tiếp Iub và Iu-ps cho người dùng. Từ góc nhìn của người dùng, tài nguyên vô tuyến là thời gian và mã được chia sẻ với những người dùng khác trong một cell nên tốc độ dữ liệu trung bình cho một người dùng trong một cell rõ ràng là thấp hơn. Hơn nữa tốc độ đỉnh 10Mbps yêu cầu những điều kiện sóng vô tuyến cực kỳ thuận lợi và không thể xảy ra trường hợp tất cả người dùng trong một cell đều có nhu cầu sử dụng tốc độ dữ liệu cao. Vì thế lưu lượng trung bình trên giao tiếp Iub cũng thấp hơn tốc độ đỉnh cho sóng vô tuyến.
Bộ đệm trong BTS cho phép có một tốc độ đỉnh cho sóng vô tuyến cao hơn trong một TTI nhỏ so với tốc độ trung bình trên Iub/Iu-ps. Vì có bộ đệm truyền trong BTS nên điều khiển luồng cần được tích hợp để tránh tràn bộ đệm. Trong phương pháp này người dùng dưới điều kiện sóng tốt hơn có thể có tốc độ dữ liệu cao hơn so với người dùng có điều kiện sóng vô tuyến xấu hơn. Người dùng có điều kiện sóng vô tuyến tốt hơn sẽ có nhiều sự phân phối Iub vì dữ liệu được truyền nhanh hơn nhìn dưới góc độ sóng vô tuyến. Mặt khác, khi bộ đệm bắt đầu đầy do điều kiện sóng vô tuyến không tốt (kết quả là tốc độ dữ liệu thấp) điều khiển luồng sẽ làm chậm luồng dữ liệu lại cho phù hợp với những người dùng này.
Đối với BTS và đầu cuối, nhân tố thay đổi trong HSDPA có liên quan đến sự bổ sung của chức năng lập lịch biểu và truyền lại tại BTS cũng như chức năng kết hợp gói cần thiết tại đầu cuối. Trong HSUPA, lập lịch biểu được điều khiển bởi BTS và có những yêu cầu cho luồng dữ liệu trong hướng lên cũng như những kênh báo hiệu mới cho HSUPA. Hiện nay chức năng kết hợp được đặt ở trạm gốc và chức năng sắp xếp lại được thêm vào RNC. Đầu cuối hiện nay sẽ có thể cho phép truyền dẫn đa mã nhưng chưa hoàn thiện trong môi trường thương mại.

### 4.Những trạng thái giao thứcHSDPAvà HSUPA

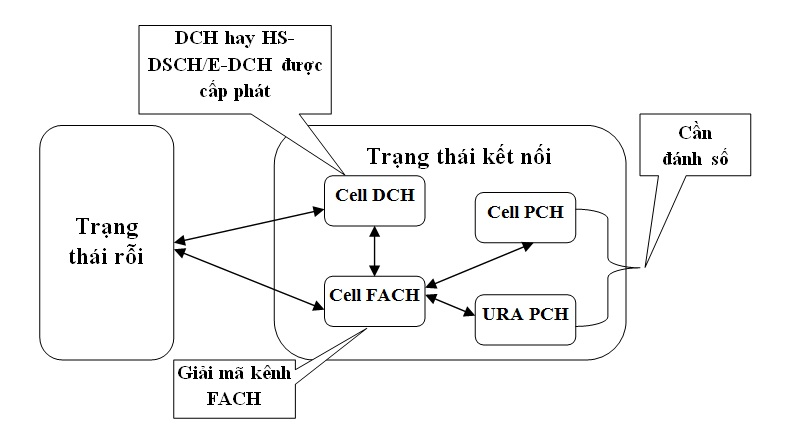
Các trạng thái của RRC trong HSDPA-HSUPA

Cell_DCH là trạng thái được sử dụng khi bắt đầu truyền dữ liệu từ (hoặc đến) đầu cuối trên DCH hay HSDPA/HSUPA. Từ trạng thái Cell_DCH đầu cuối sẽ được chuyển qua trạng thái Cell_FACH hay những trạng thái cao hơn bằng hai cách, hoặc là chuyển trực tiếp từ trạng thái Cell_DCH lên trạng thái cao hơn,  hoặc là thông qua Cell_FACH nếu không có dữ liệu trong bộ đệm. Cần có một sự đồng bộ giữa thời gian đáp ứng của mạng cho việc gói đầu tiên được truyền sau một thời gian rỗi và bộ đếm bắt đầu hoạt động. Thời gian chuyển tiếp giữa các trạng thái phụ thuộc vào yêu cầu của việc cấu hình lại hay những quá trình cài đặt. Lưu giữ lại tài nguyên HSDPA/HSUPA dự trữ của người dùng khi không có dữ liệu truyền là không hiệu quả đối với dung lượng hệ thống hay tài nguyên BTS. Tuổi thọ pin của thiết bị đầu cuối cũng giảm do một đầu cuối hoạt động mà không có dữ liệu truyền qua cũng sẽ làm pin hết nhanh chóng.
Dữ liệu có thể được truyền trong trạng thái Cell_FACH nhưng chỉ cho kênh truy nhập chuyển tiếp (FACH) cho đường xuống và kênh truy nhập ngẫu nhiên (RACH: Random Access Channel) cho đường lên. Một đầu cuối trong trạng thái Cell_FACH sẽ giải mã kênh FACH và bắt đầu đáp ứng dữ liệu hướng xuống (hoặc bắt đầu truyền dữ liệu trong bộ đệm hướng lên) trên RACH. Phụ thuộc vào lượng dữ liệu đầu cuối có thể được chuyển trở lại trạng thái Cell_DCH.
Nếu thời gian rỗi kéo dài sẽ tác động đến việc chuyển trạng thái đầu cuối sang Cell_PCH hay URA_PCH. Những trạng thái này là nhân tố tác động lớn nhất tới mức tiêu thụ năng lượng đầu cuối. Hiển nhiên, việc sử dụng chu kỳ nhận gián đoạn (DRX: Discontinuous Reception) với hoạt động đánh số sẽ gây trễ vì để nối tiếp việc truyền dữ liệu thì đầu cuối cần được đánh số trước. Điều này xảy ra trong một cell (trạng thái Cell_PCH) và cả trong khu vực ưu tiên (trạng thái URA_PCH). Thuê bao di chuyển nhanh trong một mạng dày đặc sẽ cần nhiều sự cập nhật cell nên làm tăng tải trên RACH.